# Muhammad Ibrahim Khan Khattak
Muhammad Ibrahim Khan Khattak é um político paquistanês que é membro eleito da Assembleia Provincial de Khyber Pakhtunkhwa.

## Carreira política
Khattak foi eleito para a Assembleia Provincial de Khyber Pakhtunkhwa como candidato do Movimento Paquistanês pela Justiça (PTI) do círculo eleitoral PK-61 nas eleições suplementares paquistanesas realizadas em 14 de outubro de 2018. Actualmente ele está a servir como Secretário Parlamentar do Departamento de Recursos Assistenciais KPK. Ele derrotou Noor Alam Khan, do Partido Nacional Awami (ANP). Khattak obteve 14.557 votos, enquanto o seu rival mais próximo obteve 9.282 votos.